# Wapen van Hooge en Lage Zwaluwe

Wapen van Hooge en Lage Zwaluwe

Het wapen van Hooge en Lage Zwaluwe werd op 16 juli 1817 bij besluit van de Hoge Raad van Adel aan de toenmalige Noord-Brabantse gemeente Hooge en Lage Zwaluwe bevestigd. Op 1 januari 1997 ging Hooge en Lage Zwaluwe op in de nieuwe gemeente Made, waardoor het wapen van Hooge en Lage Zwaluwe kwam te vervallen. De gemeente Made is in 1995 hernoemd tot Drimmelen. Deze gemeente heeft tot op heden geen wapen aangevraagd.

## Blazoenering
De blazoenering bij het wapen luidt als volgt:
Van lazuur beladen met 2 zwaluwen van goud, vliegende en pal.
De heraldische kleuren zijn lazuur (blauw) en goud (geel). Dit zijn de rijkskleuren. De beschrijving is later toegevoegd, oorspronkelijk stond in het register uitsluitend een tekening. 

## Geschiedenis
Het wapen is afgeleid van een schependomzegel uit de achttiende eeuw van de voormalige heerlijkheid. Het is een sprekend wapen. Bij de aanvraag van het wapen waren de kleuren waarschijnlijk niet gespecificeerd, waardoor het is verleend in de rijkskleuren goud op blauw.